# Pyrgomorphella albini
Pyrgomorphella albini is een rechtvleugelig insect uit de familie Pyrgomorphidae. De wetenschappelijke naam van deze soort is voor het eerst geldig gepubliceerd in 1921 door Chopard.